# Джалал Мірзаєв
Мірзаєв Джалал Сабір огли (азерб. Mirzəyev Cəlal Sabir oğlu) — азербайджанський дипломат, з 2019 року обіймає посаду посла Азербайджану в Індонезії.
Пан Джалал Сабір оглу Мірзаєв, посол Азербайджанської Республіки в Республіці Сінгапур, є кар’єрним дипломатом із понад 20-річним досвідом у двосторонній та багатосторонній дипломатії.
Пан Мірзаєв приєднався до Міністерства закордонних справ Азербайджану в 1999 році. Він працював у Постійному представництві Азербайджану при ООН у Нью-Йорку з 2001 по 2003 рік, а також у Представництві Азербайджану при Організації Північноатлантичного договору (НАТО) у Брюсселі з 2003 по 2003 рік.  2005. У 2005 році він приєднався до Першого (Західного) територіального департаменту Міністерства закордонних справ Азербайджану, а в 2007 році був призначений першим секретарем посольства Азербайджану в Малайзії. Він повернувся до Першого (Західного) територіального департаменту Міністерства закордонних справ Азербайджану  закордонних справ у 2009 р. на посаді начальника відділу.  Пан Мірзаєв також обіймав посаду заступника постійного представника при Раді Європи в Страсбурзі з 2011 по 2015 рік, а пізніше обійняв посаду заступника керівника Департаменту Америки Міністерства закордонних справ Азербайджану в жовтні 2015 року. Він був тимчасовим повіреним у справах  у Нідерландах з вересня 2017 року до свого призначення послом в Індонезії у вересні 2019 року. Він також обіймав посаду посла в АСЕАН з 2020 року.
Пан Мірзаєв має ступінь магістра мистецтв у галузі міжнародних відносин Бакинського державного університету.  Одружений, має трьох дітей, говорить англійською, французькою та російською.